# Google Agenda
Google Agenda (Engels: Google Calendar) is een online agenda. Het is een gratis service van Google en kan worden gebruikt met een Google-account.
Per account kunnen meerdere kalenders gemaakt worden, die allemaal in één scherm worden getoond. Met Google Agenda kunnen online afspraken gemaakt worden met andere mensen die een Google-account hebben. Ook kan een kalender gedeeld worden met anderen of door anderen worden bijhouden.

## Interface
De interface van Google Agenda komt overeen met desktopkalenderapplicaties zoals Microsoft Outlook of iCal op Mac OS X. De door AJAX aangedreven interface maakt het mogelijk voor gebruikers om afspraken te bekijken, toe te voegen en evenementen te verslepen van de ene datum naar de andere zonder de pagina te verversen. Het ondersteunt de mogelijkheden om de agenda te kijken als week, maand en voor komende afspraken. Ook kan in afspraken worden gezocht. Wanneer de locatie van de afspraak is ingegeven, kan deze op Google Maps worden bekeken, of kan Google Maps de afspraak ophalen en als eindpunt van een route gebruiken.

## Integratie
Een Google Agenda kan worden getoond op een website, of op een mobiele telefoon. Op Androidtelefoons is de Google Agenda de standaard agenda-applicatie.

## Delen
Een kalender kan met andere Google-gebruikers worden gedeeld. Deze kunnen dan de afspraken in hun kalender tonen, en wanneer ze schrijfrechten in de kalender krijgen ook bewerken. Een kalender kan ook openbaar als alleen-lezen worden gedeeld, om op een website te worden getoond, of door iedereen in hun eigen Google Agenda worden ingevoegd. Ook kan een afzonderlijke afspraak worden gedeeld.

## Lay-out
In een browser kan er worden gekozen voor verschillende lay-outs 
- hele maand - 28 tot 31 kleine vierkantjes in een 5x7-matrix, met daarin de afspraken
- een week - zeven verticale kolommen
- een enkele dag - een brede verticale kolom
- een periode van vier dagen - vier verticale kolommen
- kalenderview - alle afspraken chronologisch als tekstregels onder elkaar

## Integratie met andere Google-producten
- Gmail
- Google Desktop (stopgezet)
- Google Toolbar (stopgezet)